# 2183 Neufang
2183 Neufang este un asteroid din centura principală, descoperit pe 26 iulie 1959 de Cuno Hoffmeister.